# Беловский городской округ
Бело́вский городско́й о́круг — городской округ в Кемеровской области России. Расположен на юге Западной Сибири, в центральной части Кузнецкого угольного бассейна (Кузбасса). Центр округа — город Белово.
Образован в соответствии с Законом Кемеровской области № 104-ОЗ от 17 декабря 2004 года.
С точки зрения административно-территориального устройства городской округ находится на территории города областного подчинения Белово с административно подчинёнными населёнными пунктами согласно Закону Кемеровской области «Об административно-территориальном устройстве Кемеровской области» от 27 декабря 2007 года N 215-ОЗ.
В силу глубокой экономической, инфраструктурной и социальной интеграции Беловского городского округа и Беловского муниципального района, рассматривается вопрос об их объединении. Как ожидается, это поможет избавиться от проблем, связанных с разграничением налогооблагаемых территорий и бюджетов.

## Население
| 2002     | 2009     | 2010     | 2011     | 2012     | 2013     | 2014     | 2015     |
| -------- | -------- | -------- | -------- | -------- | -------- | -------- | -------- |
| 159 432  | ↘135 496 | ↘134 513 | ↘134 337 | ↘132 554 | ↘131 734 | ↘130 712 | ↘130 237 |
| 2016     | 2017     | 2018     | 2019     | 2020     | 2021     | 2025     |          |
| ↘129 008 | ↘128 100 | ↘127 517 | ↘126 477 | ↘126 018 | ↘121 361 | ↘117 941 |          |

## Населённые пункты
При создании Беловского городского округа, вместо распространённой практики включения в состав самостоятельных поселений, был применён прямо обратный метод: из состава Белово переведены в состав поселений городского округа несколько населённых пунктов. Посёлок городского типа Краснобродский, как наиболее удалённый, был полностью выведен из состава городского округа и стал отдельной муниципальной единицей.
В состав Беловского городского округа и города областного подчинения входят 7 населённых пунктов:
| № | Населённый пункт | Тип населённого пункта        | Население |
| - | ---------------- | ----------------------------- | --------- |
| 1 | Бачатский        | пгт                           | ↘12 729   |
| 2 | Белово           | город, административный центр | ↘66 862   |
| 3 | Грамотеино       | деревня                       | 1557      |
| 4 | Грамотеино       | пгт                           | ↘11 217   |
| 5 | Заречное         | село                          | 454       |
| 6 | Инской           | пгт                           | ↗12 499   |
| 7 | Новый Городок    | пгт                           | ↘14 691   |

Примечание: село Заречное входит в территориальное управление Новый городок.

## Местное самоуправление
Согласно уставу города, структуру органов местного самоуправления Беловского городского округа составляют:
- Совет народных депутатов Беловского городского округа — представительный орган местного самоуправления,
- Глава Беловского городского округа — глава муниципального образования,
- Администрация Беловского городского округа — исполнительно-распорядительный орган муниципального образования.

Главы городского округа
- Панов Евгений Александрович — с 2003 года по 2011 год
- Гусаров Игорь Анатольевич — с 2011 года по 2014 год
- Курносов Алексей Викторович — с 2014 года по 2024 год
- Овчинникова Гульнара Вагизовна — врио с 16 сентября 2024 года по 13 марта 2025 года
- Алексеев Сергей Игоревич — с 13 марта 2025 года

Территориальные управления
Управление городом Белово и пгт городского округа осуществляется территориальными управлениями :
- ТУ пгт Бачатский
- ТУ пгт Грамотеино (пгт Грамотеино, д. Грамотеино)
- ТУ пгт Инской
- ТУ пгт Новый Городок
- ТУ микрорайона Бабанаково (мкр. Бабанаково, мкр. Чертинский, мкр. ул. Телеут, мкр. 8 Марта, с. Заречное)
- ТУ Центрального района (Южный округ, Северный округ, мкр. Совхозный, мкр. Старо-Белово)

## Исторические территории
Территории, ранее подчинённые городу:
- пгт Краснобродский. Был подчинен городской администрации до 2006 года. В связи с изменением федерального законодательства о местном самоуправлении и согласно областному закону «Об административно-территориальном устройстве Кемеровской области» выделен в самостоятельный посёлок городского типа областного подчинения[5] и включён в Краснобродский городской округ,
- п. Артышта ныне относится к Краснобродскому городскому округу и поселку городского типа областного подчинения[5],
- п. ст. Дуброво ныне относится к Краснобродскому городскому округу и поселку городского типа областного подчинения[5].